# Fredolic metzinós (grup de bolets)
Els fredolics metzinosos són els fredolics més perillosos i els que cada any causen intoxicacions entre els consumidors de bolets. Només són dues espècies, però relativament corrents en les anyades caloroses. El fredolic gros bord (Tricholoma pardinum) és propi d’avetoses, pinedes de pi negre i fagedes. El fredolic gros filamentós (T. filamentosum) el trobarem en fagedes. Són bolets massissos, robusts, de làmines blanques, cremoses en envellir, de cama massissa, sense olor característica però que al tall o al frec desprenen olor farinosa.

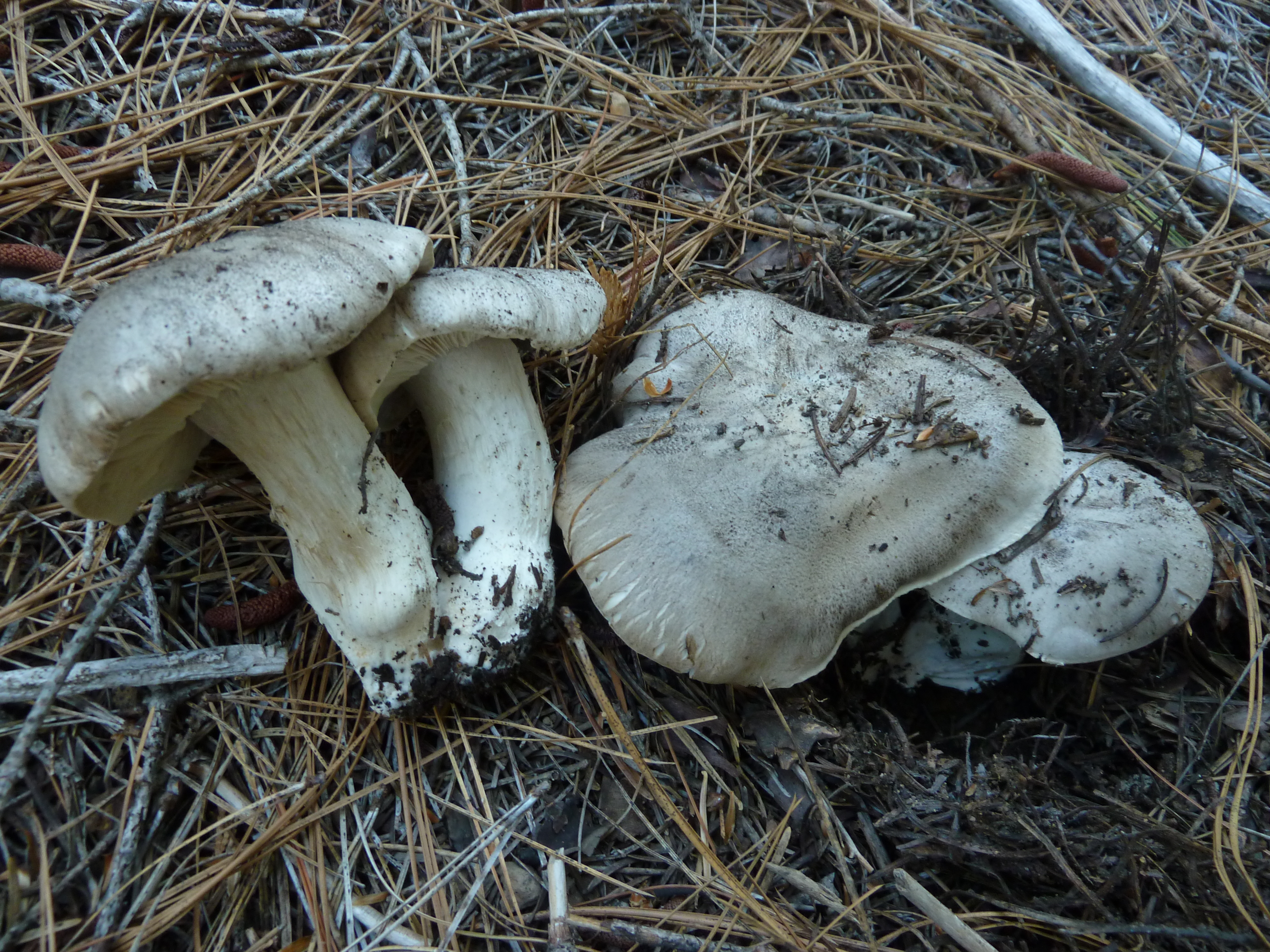
Fredolic gros bord (Tricholoma pardinum).

## Espècies de fredolics metzinosos
Les espècies més corrents de fredolics metzinosos són:
- Tricholoma pardinum, fredolic gros bord
- Tricholoma filamentosum, fredolic gros filamentós.